# 西瓜雪
西瓜雪（英語：Watermelon snow）又称作“雪藻”，是一种具有微红或者粉红颜色并带有新鲜西瓜气味的雪。西瓜雪融化之后颜色更红，像红葡萄酒的颜色。这种类型的雪常在晚春或者夏季的时候出现在世界各地的高山和极地地区，比如美国加利福尼亚州的内华达山。
西瓜雪的红色是由一种名字叫极地雪藻(Chlamydomonas nivalis)的绿藻引起的，极地血藻含有虾青素（是類胡蘿蔔素的一种）和叶绿素。和大多数淡水藻类不同，这种藻类是一种嗜冷生物，在冷水中生长旺盛。

## 历史
公元前4世纪，在亚里士多德的作品中曾经描述过西瓜雪，这种雪让登山员、探索家、博物学家困惑了好几千年。有人猜测它可能是普通冰雪被矿物或者岩石散落的红色氧化物污染造成的。

## 参看
- 血雨